# Walter Hasenclever
Walter Hasenclever (ur. 8 lipca 1890 w Akwizgranie, zm. 22 czerwca 1940 w Les Milles, w pobliżu Aix-en-Provence, Francja) – niemiecki poeta i dramaturg, tworzący w stylu ekspresjonizmu, ofiara prześladowań nazistowskich.

## Życiorys
Syn lekarza Carla Georga Hasenclevera (1855-1934) i Matyldy Anny (1869-1953), studiował prawo w Oksfordzie i Lozannie, następnie literaturę i filozofię w Lipsku. W 1910 r. wydał swój pierwszy tom wierszy: Miasta, noce i ludzie (Städte, Nächte und Menschen), a w 1914 r. pierwszy dramat ekspresjonistyczny Syn (Der Sohn).
I wojna światowa (w której uczestniczył jako ochotnik) zmieniła jego światopogląd na skrajnie pacyfistyczny, czemu dawał wyraz w swojej twórczości. Utrzymywał liczne kontakty z międzynarodowym środowiskiem artystycznym (np. Kurt Tucholsky, dramaturg Jean Giraudoux, pisał scenariusze dla wytwórni Metro-Goldwyn-Mayer dla Grety Garbo, był kochankiem polskiej pisarki i feministki Ireny Krzywickiej).
Gdy narodowi socjaliści przejęli władzę w Niemczech 1933 r., jego dzieła zostały zakazane, usunięte z bibliotek i spalone podczas akcji palenia książek. Hasenclever udał się na wygnanie w Nicei. W 1934 r. poślubił tam Edith Schlafer.
II wojna światowa spowodowała jego internowanie we Francji (jako obywatela Niemiec). Więziony w obozie Les Milles w południowo-wschodniej Francji, po klęsce Francji popełnił samobójstwo, aby nie wpaść w ręce nazistów.
Od 1996 roku jest co 2 lata przyznawana Nagroda Literacka im. Waltera Hasenclevera dla pisarzy niemieckojęzycznych.

## Twórczość
- Nirwana. Eine Kritik des Lebens in Dramaform, 1909
- Städte, Nächte, Menschen (poezja), 1910
- Das unendliche Gepräch. Eine nächtliche Szene („Der jüngste Tag”, Band 2), 1913
- Der Jüngling (poezja), 1913
- Der Retter (poemat), 1916
- Der Sohn (dramat), 1914
- Tod und Auferstehung (poezja), 1917
- Antigone (dramat), 1917
- Die Menschen (dramat), 1918
- Die Entscheidung (komedia), 1919
- Der politische Dichter (poezja i proza), 1919
- Die Mörder sitzen in der Oper, 1917
- Antigone, 1917
- Die Pest (film), 1920
- Jenseits (dramat), 1920
- Gedichte an Frauen, 1922
- Gobseck (dramat), 1922
- Mord (dramat), 1926
- Ein besserer Herr (komedia), 1926
- Ehen werden im Himmel geschlossen (dramat), 1928
- Christoph Kolumbus oder die Entdeckung Amerikas (komedia), współautor Kurt Tucholsky, 1932
- Konflikt in Assyrien (komedia), 1938/39
- Gedichte, Dramen, Prosa, 1963.
- Irrtum und Leidenschaft, 1969.